# Stonehenge Free Festival

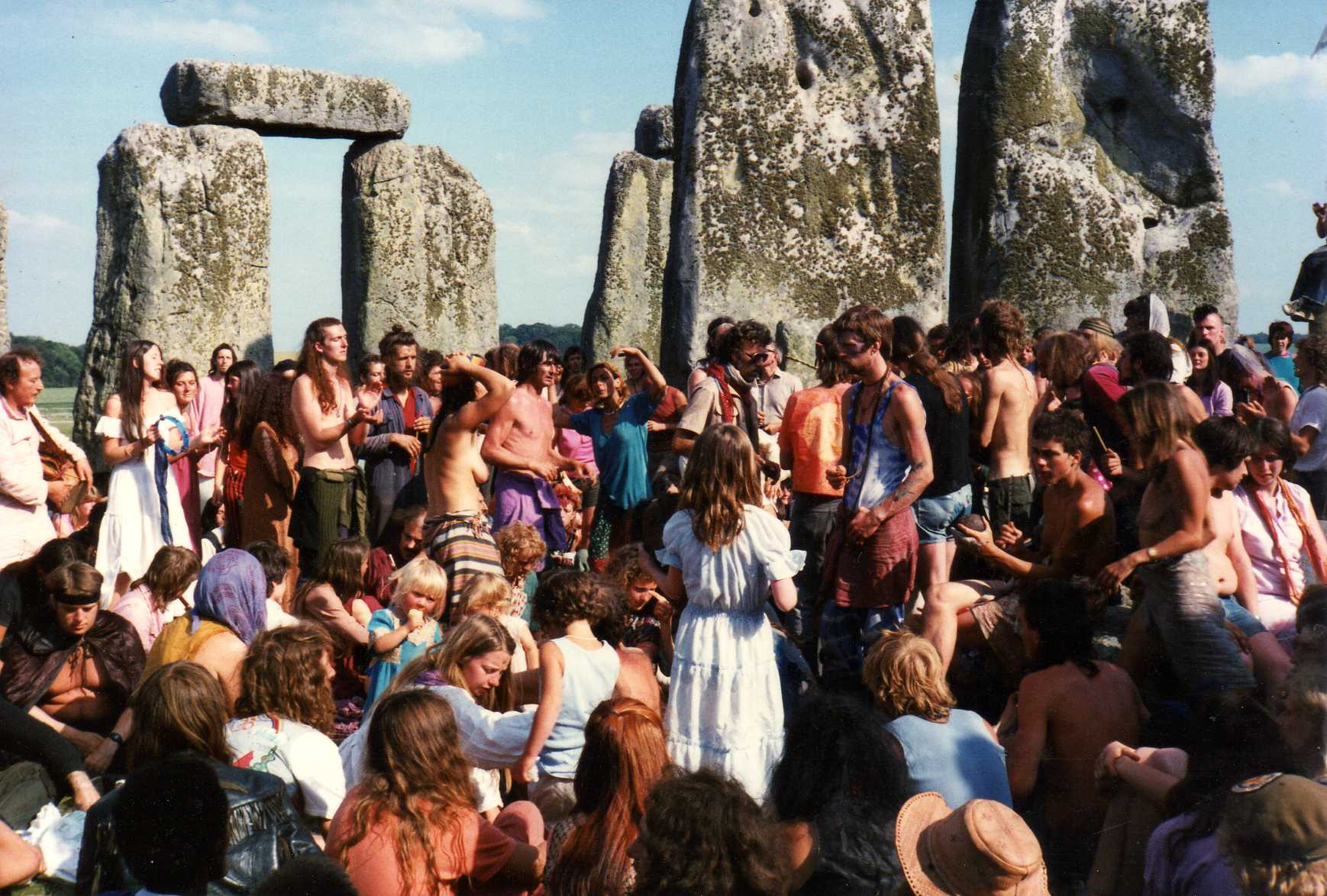
Stonehenge Free Festival 1984

Lo Stonehenge Free Festival è stato un festival musicale libero che si svolgeva a Stonehenge in Inghilterra nel mese di giugno dal 1972 al 1984, il festival si concludeva il 21 giugno con il solstizio d'estate.

## Storia
Al festival hanno partecipato numerosi gruppi musicali, tra i quali: Hawkwind, Gong,  Doctor and the Medics, Flux of Pink Indians, Buster Blood Vessel, Omega Tribe, Crass, Selector, Dexys Midnight Runners, Thompson Twins, The Raincoats, Brent Black Music Co-op, Amazulu, Wishbone Ash, Man, Benjamin Zephaniah, Inner City Unit, Here and Now, Cardiacs, The Enid, Roy Harper, Jimmy Page e Zorch.